# Wolfgang Wagner

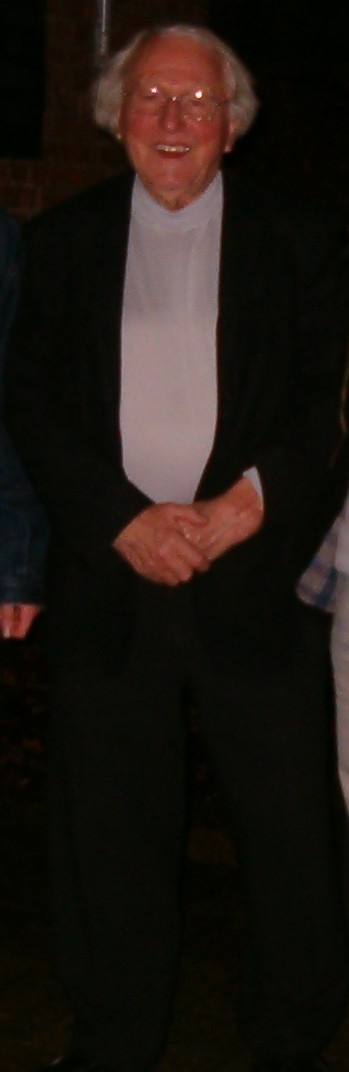
Wolfgang Wagner

Wolfgang Wagner (30 de agosto de 1919 - 21 de março de 2010) foi o diretor do Festival de Bayreuth (Festspielleiter) de 1951 a 2008, uma posição que assumiu inicialmente ao lado de seu irmão Wieland Wagner em 1951.

## Biografia
Wolfgang é o filho de Siegfried Wagner, neto de Richard Wagner, e bisneto de Franz Liszt. Casou duas vezes, com Ellen Drexel e Gudrun Mack (falecida em novembro de 2007). Teve três filhos: Eva Wagner-Pasquier, nasc. 1945, Gottfried Wagner, nasc. 1947 e Katharina, nasc. 1978.
Eva Wagner-Pasquier é sucessora como diretora do Festival de Bayreuth, juntamente com Katharina Wagner.

## Carreira
Wolfgang trabalhou com seu irmão mais velho Wieland Wagner no renascimento, em 1951, do Festival de Bayreuth após o colapso da Alemanha na Segunda Guerra Mundial. Tem uma periodicidade anual desde então. Quando Wieland morreu, em 1966, Wolfgang passou a ser o único diretor. Sob sua direção, o famoso Bayreuth Festspielhaus foi submetido a uma extensa renovação. Foi anunciado em 29 de Abril de 2008 que iria demitir-se em 31 de agosto desse ano, após o termino do mesmo. Wolfgang Wagner atraiu algumas críticas sobre o que é visto como sua autocracia. No entanto, ele ajudou a tornar Bayreuth um dos mais populares destinos no mundo da ópera. Havia uma lista de dez anos à espera de bilhetes.
Em 1994, ele convidou Werner Herzog (que havia estreado Lohengrin em Bayreuth 1987) para fazer um documentário sobre o festival, sob o título Die Welt der Verwandlung no Musik (A Transformação do Mundo em Música).